# Petar Pušić
Petar Pušić (Schaffhausen, 25. siječnja 1999.) švicarski je nogometaš hrvatskog podrijetla koji igra na poziciji napadačkog veznog. Trenutačno je bez kluba.

## Klupska karijera
Pušić je rođen u gradu Schaffhausenu. Ondje je igrao za lokalne klubove Sporting Club Schaffhausen i FC Schaffhausen, prije nego što je 2011. godine prešao u prvoligaški klub Grasshoppers. Potpisao je svoj prvi profesionalni ugovor u veljači 2017. te je debitirao kasnije istog mjeseca. Ušao je kao zamjena za Mërgima Brahimija u 3:0 porazu od Lugana.
U sljedeće dvije sezone upisao je preko 50 nastupa, uključujući 26 gdje je bio dio početne postave. Ostao je u klubu i nakon ispadanja u niži rang u sezoni 2018./19. Tijekom dvije godine koje je proveo u drugoj švicarskoj ligi, etablirao se kao ključni igrač momčadi i bio je ključan dio Grasshoppersovog povratka u švicarsku Superligu 2021. godine.
Unatoč velikom interesu Basela, odlučio je produžiti ugovor s Grasshoppersom u listopadu 2021. Produžio ga je do 2023. U prosincu 2021. obolio je od COVID-19, i nastavio je patiti od simptoma nakon zimske stanke. Zbog posljedica zaraze propustio je ostatak sezone, unatoč povratku treninzima u ožujku 2022. Nakon sedam mjeseci izvan terena vratio se u novoj sezoni, ušavši u pobjedi Grasshoppersa protiv  Lugana.
Napustio je momčad na kraju sezone 2022./23.
Dana 17. srpnja 2023. godine potpisao je za Osijek.

## Reprezentativna karijera
Pušić je rođen u Švicarskoj te je hrvatskog podrijetla. Predstavljao je švicarsku reprezentaciju do 21 godine. Igrao je za švicarsku reprezentaciju do 17 momčad u kvalifikacijama za Europsko prvenstvo do 17 godina 2016., nastupivši u sve tri utakmice. Postigao je dva gola za momčad do 17 godina, oba protiv Crne Gore 2015.
Igrao je za švicarsku reprezentaciju do 21 godine između 2018. i 2021., a prvi put je nastupio protiv Francuske u prijateljskoj utakmici 25. svibnja 2018. Svoj jedini pogodak za reprezentaciju do 21 godine postigao je protiv Gruzije tijekom kvalifikacija za Europsko prvenstvo do 21 godine 2021.

## Vanjske poveznice
- Profil, Transfermarkt